# Mordellistena subaenea
Mordellistena subaenea es una especie de coleóptero de la familia Mordellidae.

## Distribución geográfica
Habita en Guatemala.